# Utheemu
Utheemu (Dhivehi: އުތީމު) is een van de bewoonde eilanden van het Haa Alif-atol behorende tot de Maldiven.

## Demografie
Utheemu telt (stand september 2006) 403 vrouwen en 396 mannen.